# Neamblysomus julianae
La talpa dorata di Juliana (Neamblysomus julianae, (Meester, 1972)) è un mammifero della famiglia dei Crisocloridi, a diffusione frammentata in Sudafrica (Pretoria, Parco Nazionale Kruger e Limpopo), dove la si trova preferibilmente nelle zone sabbiose in prossimità di falesie rocciose e nelle aree dissodate.
Misura una decina di cm di lunghezza, per un peso di 40-75 g.